# Implicature conversationnelle
L'implicature conversationnelle est un terme de la linguistique pragmatique forgé par le philosophe Paul Grice, qui explique ce concept à l'aide de ses maximes . Elle se réfère à ce qui est suggéré ou signifié par un locuteur, de façon implicite. L'implicature n'est pas une propriété sémantique de l'énoncé lui-même, contrairement à une présupposition implicite de celui-ci. Par exemple, en énonçant la phrase « Marie a eu un bébé et s'est mariée », le locuteur suggère que Marie a d'abord eu un bébé, puis s'est mariée. Mais cet énoncé demeure vrai, au sens strict, sémantique, si elle s'était d'abord mariée, avant d'avoir un bébé. Si on ajoute la proposition « pas forcément dans cet ordre » à cette phrase, alors son sens n'est pas altéré, mais l'implicature disparaît.

## Implicature et implication
La notion d'implicature diffère de celle, utilisée en pragmatique, d'implication. Par exemple, l'énoncé « le président a été assassiné » ne suggère pas simplement qu'il est vrai que le président est mort, mais exige cela. En outre, une implication ne peut être annulée, contrairement à une implicature qui peut disparaître si on ajoute une proposition.
De caractère pragmatique, l'implicature se distingue aussi d'une présupposition implicite, qui est de nature sémantique.

## Implicature conversationnelle et implicature conventionnelle
Grice distingue entre le sens conventionnel, objectif, d'un énoncé, et son sens subjectif, selon ce que le locuteur voulait dire. Il distingue alors deux types d'implicature: l'implicature conversationnelle dépend du contexte de la conversation, tandis que l'implicature conventionnelle dépend de l'énoncé lui-même . Celle-ci fait donc référence à la sémantique, celle-là à la pragmatique. Ainsi l'échange:
– Vas-tu à la fête ce soir?
– Je travaille.
Cet énoncé a une implicature conversationnelle: la réponse « Je travaille », veut dire que je n'irai pas à la fête. Mais elle aura un autre sens dans un autre contexte conversationnel. Un énoncé doté d'une implicature conventionnelle pourrait prendre, par exemple, la forme suivante: « Il est anglais; dès lors, il est courageux. » Ce qui implique, mais de par la sémantique même de l'énoncé (en particulier la présence du « dès lors »): « les Anglais sont courageux ».
Une implicature conversationnelle peut aussi être conventionnelle au sens d'habituelle, par exemple « quelques sportifs fument ». Cela implique habituellement, mais non logiquement, que « tous les sportifs ne fument pas »: on pourrait parfaitement ajouter « d'ailleurs, tous les sportifs fument ». Ainsi quelqu'un qui dirait « quelques sportifs fument », pensant lui-même que tous fument, ne mentirait pas: il tromperait son interlocuteur, dans la mesure où cet énoncé implique, de façon conversationnelle, mais non sémantiquement, que tous les sportifs ne fument pas.
À l'inverse, un locuteur peut impliquer quelque chose en prononçant une phrase dotée d'une implication sémantique. Soit l'échange suivant:
– Personne n'a jamais fait de saut en longueur au-delà de 8,50 mètres.
– Bob Beamon a sauté 8,90 mètres aux Jeux olympiques de Mexico.
Ici, celui qui répond implique, par le contexte conversationnel, que quelqu'un a bien sauté au-delà de 8,50 mètres; sa réponse implique en effet, de façon logique, que si Bob Beamon a sauté 8,90 mètres, alors il a fait un saut de plus de 8,50 mètres. L'implicature conversationnelle n'est donc pas incompatible avec une implication logique de l'énoncé lui-même .
Le contexte conversationnel lui-même peut annuler une implicature conversationnelle conventionnelle, comme c'est le cas pour les euphémismes .